# Antikres
Antikres eller antikretisk pant är en pant, vars avkastning överlåts till en panthavare för att betala ränta på en skuld. I normalfallet syftar begreppet på fast egendom där besittning men inte ägande överförs till panthavaren under en viss period.
Detta sätt att pantsätta sitt hus används bland annat i Bolivia, där under beteckningen anticrético. Ägaren av ett hus får en klumpsumma pengar av en hyresgäst (som blir panthavare) och efter vanligtvis ett år måste ägaren betala tillbaka lånesumman, men utan ränta, till hyresgästen/panthavaren och får tillbaka besittningen av sitt hus. Om pengarna inte lämnas tillbaks så kan hyresgästen få behålla lägenheten, beroende på hur kontraktet är skrivet.